# Trachiniformes
Trachiniformes là danh pháp của một bộ cá dạng cá vược, theo truyền thống được một số tác giả coi là phân bộ Trachinoidei của bộ Perciformes.

## Đặc trưng
Khó có thể xác định được đặc trưng phái sinh cùng chia sẻ nào là chung cho nhóm cá này. Các đặc trưng được coi là chung nhưng đáng ngờ để xác định tính đơn ngành của nhóm này bao gồm:
- Có cựa trên vây chậu,
- Các tia vây ngực ngắn và rộng.[3]

## Các họ
Theo Nelson et al. (2016) thì các họ sau đây được coi là tạo thành bộ Trachiniformes:
- Ammodytidae Bonaparte, 1832
- Chiasmodontidae Jordan & Gilbert, 1883
- Champsodontidae Jordan & Snyder, 1902
- Cheimarrichthyidae Regan, 1913
- Creediidae Waite, 1899: Từng được coi là phân họ Creediinae của họ Trichonotidae nghĩa rộng.[5]
- Leptoscopidae Gill, 1859
- Percophidae Swainson, 1839, nghĩa rộng gồm 2 phân họ Percophinae và Bembropinae, nhưng cũng có thời gian gộp cả Hemerocoetinae.[5]
- Pinguipedidae Günther, 1860 (gộp cả Parapercidae)
- Trachinidae Rafinesque, 181
- Trichodontidae Bleeker, 1859
- Trichonotidae Günther, 1861
- Uranoscopidae Bonaparte, 1831

## Tính đơn ngành
Trachiniformes hiện tại được coi là đa ngành. Theo các nghiên cứu sinh học phân tử gần đây thì Trichodontidae có quan hệ họ hàng với Cottoidei (bao gồm các họ Agonidae, Cottidae, Cyclopteridae, Jordaniidae, Liparidae, Psychrolutidae, Rhamphocottidae, Scorpaenichthyidae, Trichodontidae và một vài họ khác), còn Trachinidae hoặc là có quan hệ họ hàng với Serranidae hoặc là có quan hệ họ hàng với Notothenioidei hay gần đây hơn là với Percidae. Mối quan hệ họ hàng với Notothenioidei cũng được xác định cho Percophidae. Ngược lại họ cá biển sâu Chiasmodontidae (đại diện phân tích là chi Kali) được cho là có quan hệ họ hàng với Scombroidei (đại diện phân tích là chi Scomber) và Stromateoidei (đại diện phân tích là chi Pampus và Psenopsis).
Về tính đơn ngành của nhóm lõi của Trachiniformes, bao gồm các họ Ammodytidae, Cheimarrhichthyidae, Pinguipedidae và Uranoscopidae; một phân bộ mới gọi là Paratrachinoidei đã được một số nhà ngư học của Bảo tàng Lịch sử Tự nhiên Quốc gia Pháp (Muséum National d'Histoire Naturelle) ở Paris đề xuất. Trong hệ thống phân loại cá xương sửa đổi năm 2017 Betancur-R. et al. đặt tất cả các đơn vị phân loại này trong bộ gọi là Uranoscopiformes.
Mối quan hệ họ hàng gần cũng có thể được tìm thấy cho các họ Leptoscopidae, Creediidae, phân họ Hemerocoetinae (nâng cấp thành họ Hemerocoetidae trong Thacker et al. (2015)) của họ Percophidae nghĩa rộng/Trichonotidae nghĩa rộng. Kết quả nghiên cứu của Thacker et al. (2015) cho thấy Trichonotidae nghĩa hẹp có quan hệ họ hàng gần với Gobiiformes hơn là với Leptoscopidae, Creediidae và Hemerocoetidae.
Nghiên cứu của Near et al. (2015) cho thấy Percophidae nghĩa hẹp thuộc về Notothenioidei.

### Chia tách
Theo Betancur-R. et al. (2017) thì các họ của Trachiniformes được chia tách sang các bộ khác như sau:
- Bộ Uranoscopiformes
  - Ammodytidae
  - Cheimarrichthyidae
  - Pinguipedidae
  - Uranoscopidae
- Bộ Scombriformes
  - Chiasmodontidae
- Bộ Pempheriformes
  - Champsodontidae
  - Creediidae
  - Leptoscopidae
- Bộ Perciformes
  - Phân bộ Notothenioidei
    - Percophidae nghĩa hẹp (không gộp Bembropinae = Bembropidae và Hemerocoetinae = Hemerocoetidae)

  - Phân bộ Percoidei
    - Trachinidae

  - Phân bộ Cottoidei
    - Phân thứ bộ Cottales
      - Trichodontidae
- Bộ Gobiiformes
  - Phân bộ Trichonotoidei
    - Trichonotidae nghĩa hẹp nhất (chỉ bao gồm chi Trichonotus)